# Симплектит
Симплектит — минеральный агрегат представляющий собой червеобразные срастания двух минералов, например, пироксена и плагиоклаза, или пироксена и амфибола. Симплектитовая структура образуется при замещении высокобарических фаз эклогитовой фации (омфацит, пироп-альмандин-гроссуляровый гранат) при ретроградном метаморфизме эклогитов. Состав сосуществующих плагиоклаза и пироксена закономерно меняется при падении давления — пироксен становится всё менее натровым.
По размеру зернистости выделяются разные морфологические типы симплектитов.
Наиболее часто симплектит развивается по эклогитам из эклогит-сланцевых и эклогит-гнейсовых комплексов, в эклогитах из мантийных ксенолитов симплетиты редки. Это связано с разной скоростью подъёма и остывания эклогитов.